# Port de l’Arsenal

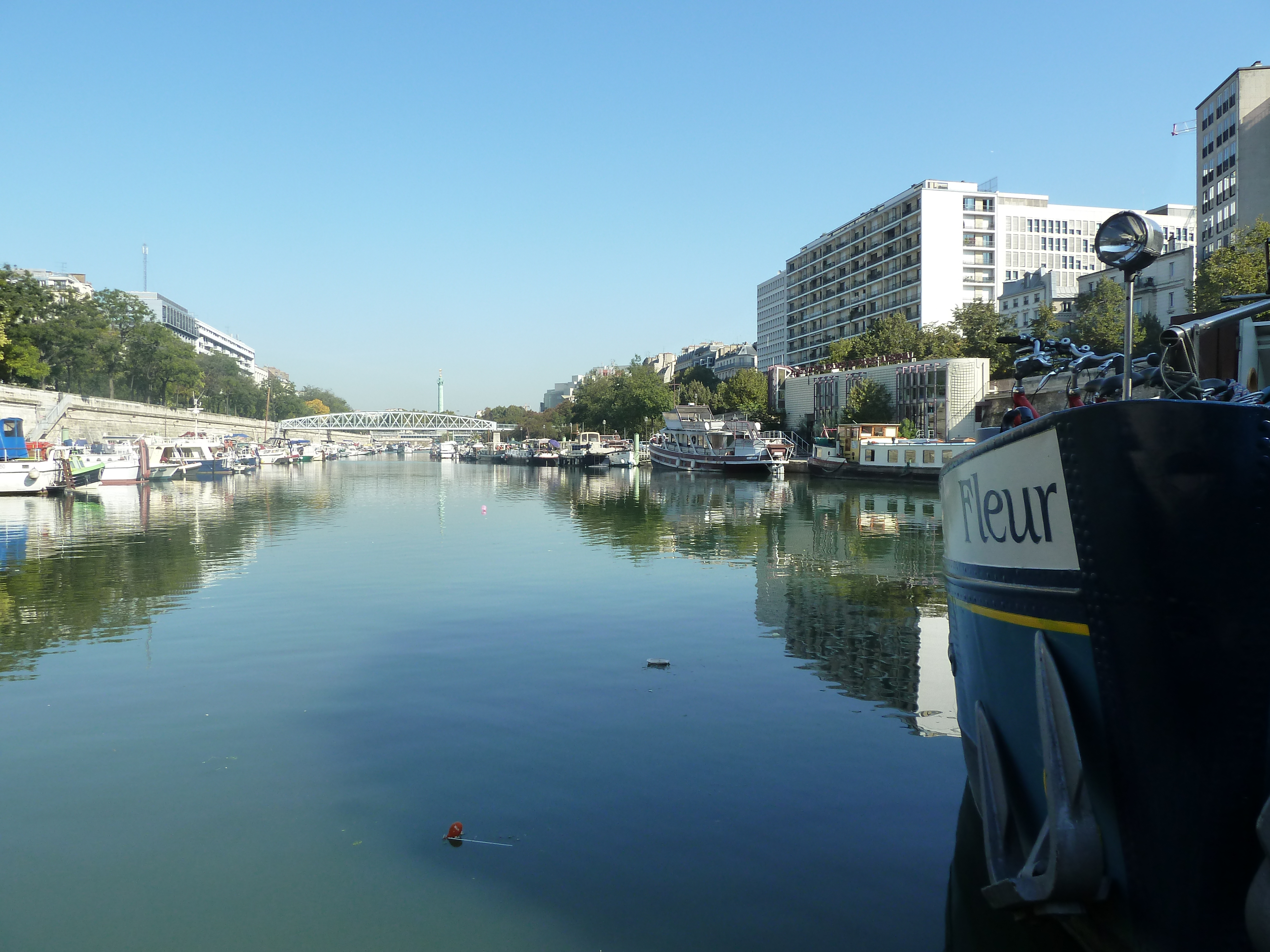
Der Port de l’Arsenal mit Blick auf die Place de la Bastille mit der Julisäule

Der Port de l’Arsenal ist ein Bootshafen im 4. und 12. Arrondissement von Paris, der zwischen der Place de la Bastille und dem Quai de la Rapée liegt und den Canal Saint-Martin mit der Seine verbindet.

## Entstehungsgeschichte

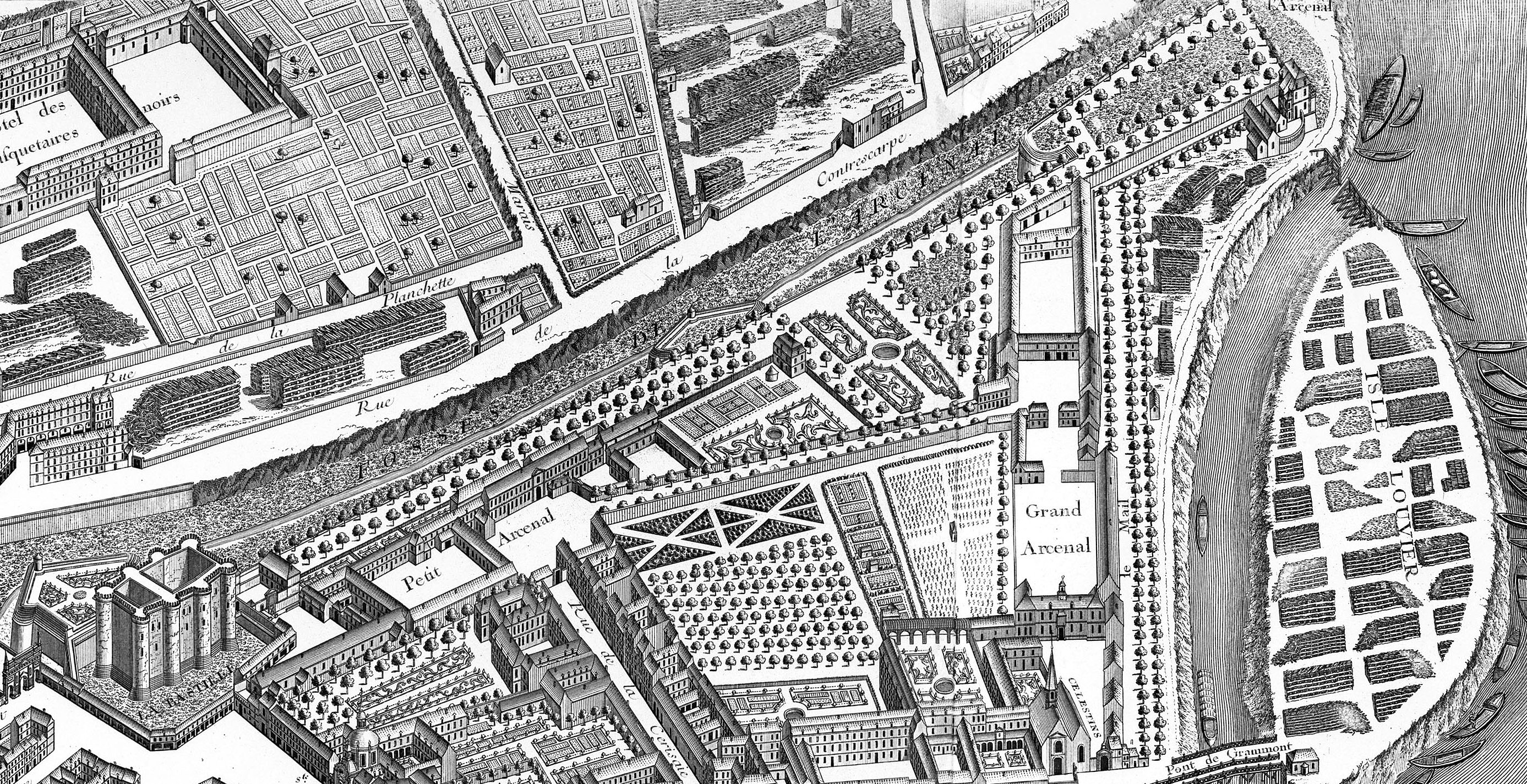
Port de l’Arsenal - Plan de Turgot (1739), Detail Port de l’Arsenal

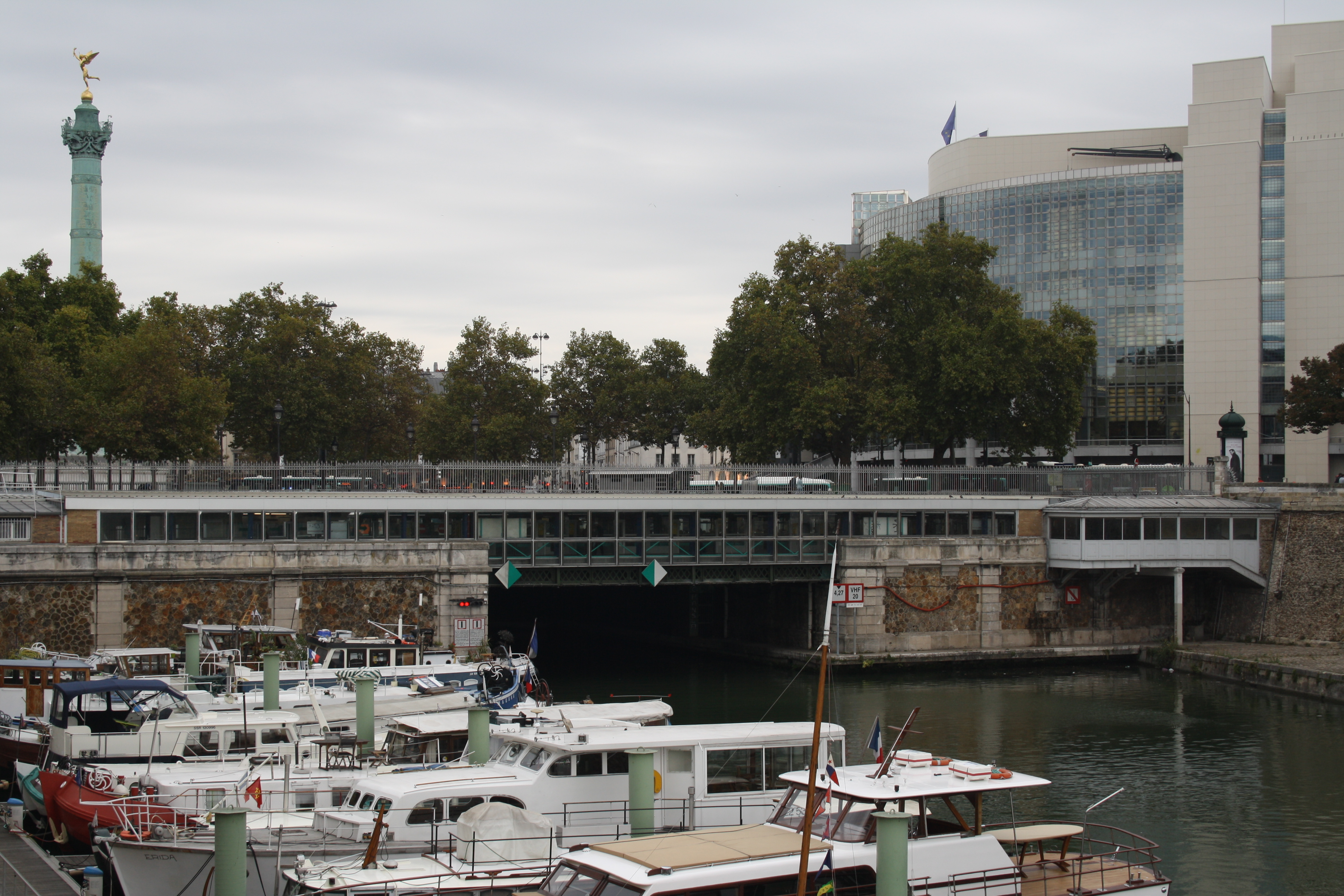
Die Mündung des Kanaltunnels unter der Place de la Bastille, darüber die Métrostation Bastille

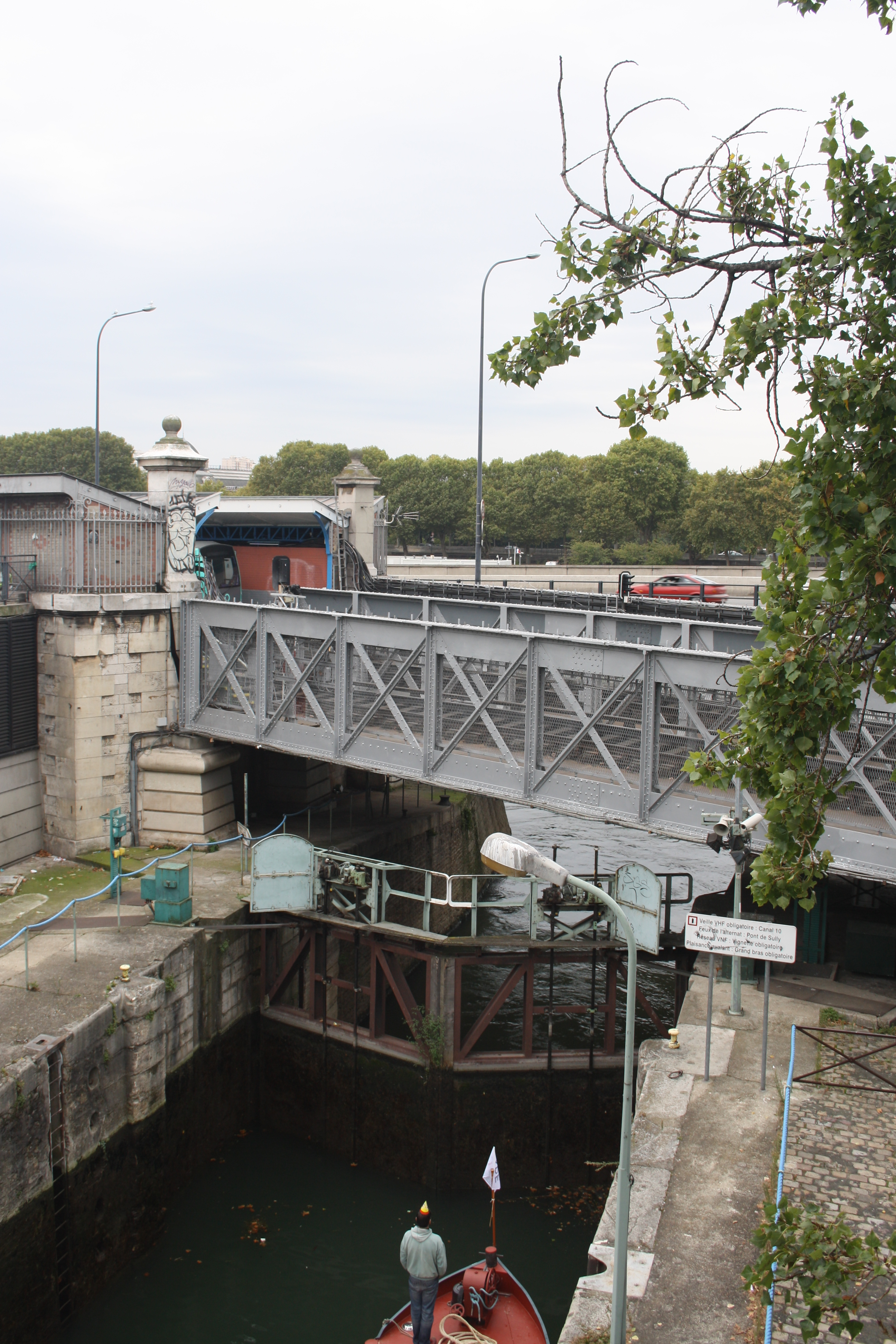
Die Schleuse Ècluse de l’Arsenal an der Mündung in die Seine, darüber die Brücke der Métrolinie 5, links die Station Quai de la Rapée

Der Hafen hat seinen Namen von einem Waffenlager (franz. „arsenal“), das dort zwischen dem 16. und 18. Jahrhundert lag. Charles V. ließ hier im Oktober 1356 – einen Monat nach der Schlacht von Poitiers – die südliche Stadtmauer reparieren und einen tiefen Verteidigungsgraben anlegen. Die Arbeiten wurden erst unter Charles VI. im Jahr 1420 beendet. Im Plan de Turgot aus dem Jahr 1739 führte an der Stadtmauer ein ummauerter baumbestandener Weg am Petit Arcenal vorbei, der seinewärts zum Grand Arcenal führte. Nach Abriss der nahegelegenen Bastille nach dem 16. Juli 1789 entstand an dieser Stelle eine Baulücke, die bis zur Eröffnung der Place de la Bastille am 27. Juni 1792 blieb.
Ab 1806 begann hier der unterirdische Bau des Canal Saint-Martin, der eine Wasserverbindung zum Bassin de la Villette herstellt. Um die südliche Verbindung mit der Seine zu ermöglichen, genehmigte man am 22. September 1809 das Projekt für das Arsenal-Becken im Graben der ehemaligen Bastille. Das Hafenbecken bildet eine kleine Komponente des Réseau des Canaux Parisienne (130 km langes Pariser Kanal-Netzwerk). Die 1879 errichtete und 50 Meter lange Morland-Drehbrücke trennt den Bootshafen von der Seine. Das Hafenbecken wird von der 1895 gebauten Fußgängerbrücke Passarelle Mornay überspannt. Der 585 Meter lange, zum Hafenbecken parallel verlaufende Boulevard Bourdon eröffnete am 14. Februar 1806, der gegenüber liegende Boulevard de la Bastille am 9. August 1844.
1983 wurde der Hafen von der Stadt in einen Bootshafen für Freizeitboote (plaisance) umgewidmet, in dem 177 Freizeitboote (mit einer Maximallänge von 25 m) Platz finden. Davon sind 65 Plätze für Übernachtreservierungen vorgesehen. Seit 2008 überlässt die Stadt das Hafenmanagement der Firma Fayolle Marine. Vom Bootshafen starten seit 1983 die Kanaltouren über den Canal Saint-Martin.

## Lage und Bedeutung
Der Port de l’Arsenal ist der größte innerstädtische Marinehafen. Er ist 544 Meter lang und in der Mitte 70 Meter breit, die Wassertiefe beträgt 1,90 Meter. Er liegt 3 Meter über dem Wasserspiegel der Seine, was durch die Schleuse Ècluse de l’Arsenal ausgeglichen wird. In der Nähe des Hafens liegen die Haltestellen Quai de la Rapée der Métrolinie 5 und Bastille der Métrolinie 1. Die unmittelbar angrenzende Station Arsenal wurde am 2. September 1939 geschlossen und nach dem Zweiten Weltkrieg nicht wieder geöffnet. Parallel zum Port de l’Arsenal verlaufen die Boulevards Bourdon und de la Bastille von der Seine zur Place de la Bastille.
Koordinaten: 48° 51′ 0″ N, 2° 22′ 3″ O